# Károly Gombos
Károly Gombos (ur. 3 października 1981) – węgierski biathlonista. Zadebiutował w biathlonie w rozgrywkach Pucharu Europy w roku 2005.
Starty w Pucharze Świata rozpoczął zawodami w Östersund w roku 2006 zajmując 112. miejsce w biegu indywidualnym. Jego najlepszy dotychczasowy wynik w Pucharze świata to 87. miejsce w biegu indywidualnym w Vancouver w sezonie 2008/09.
Na Mistrzostwach świata w roku 2007 w Anterselvie zajął 111. miejsce w biegu indywidualnym i 100 w sprincie. Na Mistrzostwach świata w roku 2008 w Östersund zajął 92. miejsce w biegu indywidualnym oraz 94 w sprincie. Na Mistrzostwach świata w roku 2009 w Pjongczangu zajął 104. miejsce w biegu indywidualnym oraz 95 w sprincie.

## Osiągnięcia

### Mistrzostwa świata
- 2007 Anterselva – 111. (bieg indywidualny), 100. (sprint)
- 2008 Östersund – 92. (bieg indywidualny), 94. (sprint)
- 2009 P'yŏngch'ang – 104. (bieg indywidualny), 95. (sprint)